# Litohoř
Litohoř là một làng thuộc huyện Třebíč, vùng Vysočina, Cộng hòa Séc.